# الغرانسيزر (مسلسل)
الغرانسيزر (باليابانية: 超星神グランセイザ) هو مسلسل تلفزيوني ياباني أكشن ومغامرات خيالي خارق للطبيعة من إنتاج شركة توهو وشركة كونامي يتكون من 51 حلقة ومدة كل حلقة 25 دقيقة، تمت دبلجة المسلسل إلى العربية من قبل مركز الزهرة وتم عرضه على قناة سبيس تون.

## قصة المسلسل
بعد حوالي أربعة ألاف سنة من تدمير الحضارة الإنسانية المتقدمة من قبل الأجانب، استيقظ 12 مقاتلا من نسل محاربي الحضارة الذين يسمون السيزرس ويطلقون قوتهم ويشكلون أربع قبائل هي النار والريح والأرض والماء. يعتمد كل سيزر على علامة زودياك ممثلة في طوطم حيوان أو تمثيل روح. في البداية، شنوا حربًا على بعضهم البعض، ولكن بعد معرفة حقيقة أسلافهم وسبب استيقاظهم، تتحد قبائل السيزرس لحماية الأرض من ما يسمى بالاعوجاج العاهل، وهو تحالف من أنواع غريبة مختلفة، يسعى مرة أخرى لمحو كل صور الحياة على الكوكب.

## وصلات خارجية
- الغرانسيزر على موقع IMDb (الإنجليزية)
- الغرانسيزر على موقع قاعدة بيانات الفيلم (الإنجليزية)